# Куп Милан Цига Васојевић 2017.
Куп Милан Цига Васојевић је 2017. одржан по једанаести пут као национални кошаркашки куп Србије. Домаћин завршног турнира био је Нови Сад 11. и 12. марта 2017. а сви мечеви су одиграни у дворани СПЕНС.

## Учесници
На завршном турниру учествује укупно 4 клуба, а право учешћа клуб може стећи по једном од два основа:
- Као једна од три најбоље пласираних екипа на крају првог дела такмичења у Првој лиги Србије 2017/18.
  - По овом основу пласман су обезбедили Радивој Кораћ, Црвена звезда и Вршац.

- Као освајач Купа КСС:
  - По овом основу пласман је обезбедио Партизан.

## Дворана
| Нови Сад         | Нови СадКуп Милан Цига Васојевић 2017. на карти Србије |
| СПЕНС            | Нови СадКуп Милан Цига Васојевић 2017. на карти Србије |
| Капацитет: 6.987 | Нови СадКуп Милан Цига Васојевић 2017. на карти Србије |
|                  | Нови СадКуп Милан Цига Васојевић 2017. на карти Србије |

## Полуфинале
| 11. 3. 2017. 16:00 | Извештај | Црвена звезда                                               | 53 : 50 | Партизан                                         | СПЕНС, Нови Сад Гледаоци: 400 Судије: Смиљанић, Грујић, Павлица |  |
| 11. 3. 2017. 16:00 | Извештај | Четвртине: 7-8, 8-14, 26-16, 12-12                          |         |                                                  | СПЕНС, Нови Сад Гледаоци: 400 Судије: Смиљанић, Грујић, Павлица |  |
| 11. 3. 2017. 16:00 | Извештај | Поени: Мишељић 16 Скокови: Катанић 6 Асистенције: Катанић 7 |         | Миловановић 13 Степановић 10 Орозовић, Видовић 3 | СПЕНС, Нови Сад Гледаоци: 400 Судије: Смиљанић, Грујић, Павлица |  |

| 11. 3. 2017. 18:00 | Извештај | Радивој Кораћ                                                            | 75 : 47 | Вршац                               | СПЕНС, Нови Сад Гледаоци: 250 Судије: Јурас, Виријевић, Савић |  |
| 11. 3. 2017. 18:00 | Извештај | Четвртине: 20-11, 13-11, 24-18, 18-7                                     |         |                                     | СПЕНС, Нови Сад Гледаоци: 250 Судије: Јурас, Виријевић, Савић |  |
| 11. 3. 2017. 18:00 | Извештај | Поени: Тудурић, Спасојевић 19 Скокови: Тудурић 11 Асистенције: Николић 4 |         | Радовић 16 Митов, Радовић 5 Мршић 3 | СПЕНС, Нови Сад Гледаоци: 250 Судије: Јурас, Виријевић, Савић |  |

## Финале
| 12. 3. 2016. 16:00 | Извештај | Црвена звезда                                              | 84 : 66 | Радивој Кораћ                         | СПЕНС, Нови Сад Гледаоци: 1100 Судије: Јурас, Ивановић, Виријевић |  |
| 12. 3. 2016. 16:00 | Извештај | Четвртине: 23-8, 19-19, 20-23, 22-16                       |         |                                       | СПЕНС, Нови Сад Гледаоци: 1100 Судије: Јурас, Ивановић, Виријевић |  |
| 12. 3. 2016. 16:00 | Извештај | Поени: Катанић 18 Скокови: Ђорђевић 12 Асистенције: Прља 6 |         | Стојиљковић 12 Стевановић 6 Тудурић 3 | СПЕНС, Нови Сад Гледаоци: 1100 Судије: Јурас, Ивановић, Виријевић |  |

| Освајач Купа Милан Цига Васојевић 2017. |
| --------------------------------------- |
| ЖКК Црвена звезда 2. титула.            |